# Liam Bridcutt
Liam Robert Bridcutt (ur. 8 maja 1989 roku) – szkocki piłkarz angielskiego pochodzenia grający w angielskim klubie Nottingham Forest F.C. Wychowanek Chelsea F.C.

## Kariera klubowa
Urodzony w Reading Bridcutt jest wychowankiem Chelsea. Latem 2007 roku podpisał z londyńskim klubem profesjonalny kontrakt. 8 lutego 2008 roku został wypożyczony do Yeovil Town, a dzień później zadebiutował w meczu z Walsall. Następnie był wypożyczony do Watfordu, w listopadzie 2008 roku. 14 sierpnia 2009 roku został wypożyczony do Stockport County do końca roku.
28 sierpnia 2010 roku podpisał pięciomiesięczny kontrakt z zespołem League One, Brighton & Hove Albion. 5 listopada 2010 roku przedłużył kontrakt do końca sezonu. Pierwszą bramkę zdobył w meczu z Carlisle United. W pierwszym sezonie awansował z klubem do Championship. W sezonach 2011/12 i 2012/13 był wybierany najlepszym piłkarzem klubu.
30 stycznia 2014 roku, po tygodniach spekulacji, został zawodnikiem Sunderlandu. W barwach nowego klubu zadebiutował w zwycięskich derbach nad Newcastle United. 16 listopada 2015 roku przyniósł się do Leeds United na zasadzie rocznego wypożyczenia. Zadebiutował w zespole Leeds 28 listopada 2018 w meczu ligowym przeciwko Queens Park Rangers. Transfer do zespołu Leeds United F.C. został osiągnięty 16 sierpnia 2016 roku, wówczas podpisał on dwuletnią umowę z zespołem.
22 sierpnia 2017 roku, dołączył on do zespołu Nottingham Forest F.C. na zasadzie trzyletniego kontraktu z tą drużyną. W roku 2019 został on wypożyczony do zespołu Bolton Wanderers F.C., który rozgrywał swoje mecze w Football League One, gdzie zadebiutował 14 września w meczu ligowym przeciwko Rotherham United. Do macierzystego zespołu powrócił w styczniu 2020 roku.

## Kariera reprezentacyjna
Bridcutt urodził się w Anglii, jednak dzięki temu, że jego dziadek urodził się w Szkocji, mógł reprezentować ten kraj. W marcu 2013 roku został powołany do reprezentacji Szkocji na mecze z Walią i Serbią.